# پریش ورنن (لوئیزیانا)
ورنن پریش (به انگلیسی: Vernon Parish) یک قصبه در ایالات متحده آمریکا است که در لوئیزیانا واقع شده‌است.

## خصوصیات
ورنن پریش ۳٬۴۷۳٫۱۹ کیلومترمربع مساحت دارد.